# アレッシオ・チェルチ
アレッシオ・チェルチ（Alessio Cerci，1987年7月23日 - ）は、イタリア・ヴェッレトリ出身の元サッカー選手。元イタリア代表。ポジションはフォワード。

## クラブ経歴
ASローマのユース出身。2004-05シーズン、カンピオナート・プリマヴェーラ優勝を果たしたことで注目を集める。レンタル移籍したセリエBのブレシア・カルチョでは活躍できなかったものの、ピサ・カルチョでは、ジャンピエロ・ヴェントゥーラ監督の指導下、26試合出場で10ゴールをマークした。
2008-09シーズンはアタランタBCへレンタルされ、2009-10シーズン、ASローマへ復帰。2010年8月26日にフィオレンティーナに完全移籍することが発表された。2010年11月7日のキエーヴォ戦でセリエA初得点を記録。2011年4月23日のカリアリ戦では自身初の2得点を挙げた。
2012年8月23日にトリノFCへ共同保有での移籍が発表された。移籍初年度からトリノの攻撃陣を牽引してセリエA35試合出場で8ゴールを決め、シーズン終了後にトリノは共同保有権を買い取った。翌2013－14シーズンはさらに数字を伸ばし、リーグ戦37試合出場で13ゴールを記録した。
2014年8月31日、アトレティコ・マドリードへの移籍が発表された。しかし、ディエゴ・シメオネ監督の下で出場機会に恵まれず、早くも11月には他チームへ移籍の可能性を示唆した。2015年1月、ACミランへ2016年6月までレンタル移籍すると発表された。
2016年1月9日、セリエA第19節ASローマ戦にてメンバー外である事を通告された後、カジノに行っていた事が発覚。これが問題視され、ミランから放出される事が決定的となった。2016年1月、ジェノアCFCに半年間のレンタル移籍が決定。
2016-17シーズンはアトレティコに復帰するも出場機会はほとんどなく、2017年6月末で退団し、2017年7月10日、エラス・ヴェローナに加入した。
2018年8月、トルコのMKEアンカラギュジュに1年契約で加入。翌2019年8月にはセリエBのUSサレルニターナ1919に加入した。
2020年10月9日、セリエCのSSアレッツォと契約した。しかし翌年4月23日、2023年6月まで結ばれていた契約が双方合意のもと打ち切りとなった。

## 代表経歴
U-16代表から各年代の代表に選出されている。2007年から2009年まで、ピエルルイジ・カシラギ率いるU-21イタリア代表に選出された。

## 代表歴

### 出場大会
- イタリア代表
  - 2014 FIFAワールドカップ

### 試合数
- 国際Aマッチ 14試合 0得点（2013年-2014年）[14]

| イタリア代表 | 国際Aマッチ | 国際Aマッチ |
| 年           | 出場        | 得点        |
| ------------ | ----------- | ----------- |
| 2013         | 9           | 0           |
| 2014         | 5           | 0           |
| 通算         | 14          | 0           |